# Déclaration de Calgary
La Déclaration de Calgary est un accord sur le caractère unique du Québec et la façon d'aborder de futures modifications à la Constitution du Canada. Elle fut signée à Calgary (Alberta) le 14 septembre 1997 par les premiers ministres et chefs de gouvernement  des provinces et territoires du Canada, à l'exception du premier ministre du Québec, Lucien Bouchard. La Déclaration de Calgary se situe dans la foulée du débat constitutionnel au Canada, marqué par le rapatriement de la Constitution du Canada en 1982 et les échecs subséquents des accords du lac Meech et de Charlottetown.
La Déclaration de Calgary a été approuvée pour discussion par la Chambre des communes du Canada le 25 novembre 1997 et a été adoptée par les assemblées législatives des Territoires du Nord-Ouest et de Terre-Neuve le 2 décembre 1997, de l’Île-du-Prince-Édouard le 5 décembre 1997, de l’Alberta le 10 décembre 1997, du Nouveau-Brunswick et de la Saskatchewan le 17 décembre 1997, du Manitoba le 19 mars 1998, de la Colombie-Britannique le 20 mai 1998, de l’Ontario le 26 mai 1998 et de la Nouvelle-Écosse le 9 juin 1998.

## Contenu
Alors que l'Accord du lac Meech et l'Accord de Charlottetown reconnaissaient tous deux au Québec le statut controversé de « société distincte », la Déclaration de Calgary se contente de faire référence au « caractère unique de la société québécoise » et n'endosse pas la notion de société distincte. Elle réaffirme le rôle de l'Assemblée nationale du Québec (« assemblée législative » selon les mots de la Déclaration de Calgary) dans la protection et la promotion de ce caractère unique, qui consiste notamment à avoir une prédominance de la langue française, une culture québécoise et un droit civil distinct de celui des autres provinces du Canada.
Nonobstant ce caractère unique reconnu au Québec, la Déclaration de Calgary affirme que toutes les provinces sont égales devant la loi. De plus, tout pouvoir accordé à une province au cours de futures négociations constitutionnelles devra être offert aux autres provinces. Dans le processus, le fédéralisme canadien est réaffirmé comme étant le système du gouvernement du Canada.
La Déclaration de Calgary affirme également le droit à l'égalité (y compris « l'égalité des chances ») et reconnaît le multiculturalisme canadien, affirmant sans détour que la diversité et la tolérance du Canada sont « sans pareilles dans le monde ». En reconnaissant la diversité canadienne, la Déclaration de Calgary fait aussi explicitement référence aux « peuples autochtones avec leurs cultures ».
Enfin, voici les sept principes de la Déclaration de Calgary:
1. Tous les Canadiens et les Canadiennes sont égaux et leurs droits sont protégés par la loi.
2. Malgré les caractéristiques propres à chacune, toutes les provinces sont égales.
3. La diversité, la tolérance, la compassion et l’égalité des chances qu’offre le Canada sont sans pareilles dans le monde.
4. Les peuples autochtones avec leurs cultures, le dynamisme des langues française et anglaise et le caractère multiculturel d’une population issue de toutes les régions du monde sont des éléments dont est constituée la riche diversité du Canada.
5. Dans ce régime fédéral, où le respect pour la diversité et l’égalité est un fondement de l’unité, le caractère unique de la société québécoise, constitué notamment de sa majorité francophone, de sa culture et de sa tradition de droit civil, est fondamental pour le bien-être du Canada. Par conséquent, l’assemblée législative et le gouvernement du Québec ont le rôle de protéger le caractère unique de la société québécoise au sein du Canada et d’en favoriser l’épanouissement.
6. Si une future modification constitutionnelle devait attribuer des pouvoirs à une province, il faudrait que ces mêmes pouvoirs soient accessibles à toutes les provinces.
7. Le Canada est un régime fédéral dans le cadre duquel les gouvernements fédéral, provinciaux et territoriaux travaillent de concert, tout en respectant leurs compétences respectives. Les Canadiens et les Canadiennes souhaitent que les rapports entre leurs gouvernements soient marqués par la coopération et la souplesse pour faire en sorte que la fédération fonctionne efficacement.

## Réactions
Selon un sondage effectué par Angus Reid en novembre 1997, 62 % des Canadiens appuyaient les principes de la Déclaration de Calgary (39 % plutôt d'accord, 23 % très d'accord). 30 % y étaient opposés et 7 % n'avaient pas d'opinion. Ces chiffres étaient semblables à ceux du Québec, où 23 % étaient très d'accord et 36 % plutôt d'accord (59 % au total) ; 30 % y étaient opposés. Selon Radio-Canada, au Québec, 80 % des résidents considéraient la Déclaration de Calgary comme « acceptable » ; 18 % y étaient opposés.
La Déclaration de Calgary est toutefois violemment attaquée dans les journaux par Stephen Harper et Tom Flanagan, qui estiment qu'il ne faut plus chercher à apaiser les velléités séparatistes du Québec, mais s'y opposer vigoureusement, car la reconnaissance de son caractère distinct aurait un effet contraire au but poursuivi. Selon eux, « si Meech était une tragédie et Charlottetown une farce, Calgary est moins qu'une farce».
Au Québec, la Déclaration de Calgary est rejetée par tous les chefs de partis au Québec. Daniel Johnson, alors chef du Parti libéral du Québec, la voit seulement comme un premier pas vers une redistribution des pouvoirs. Lucien Bouchard, premier ministre du Québec, la considère comme « une insulte ». Lorsqu'il propose, en mai 1998, de tenir des audiences sur cette déclaration à l'Assemblée nationale afin d'en montrer le ridicule, le chef libéral Jean Charest, qui avait succédé à Johnson, refuse de participer.
Dans son discours du Trône, le 23 septembre 1997, Jean Chrétien réfère de façon positive à la Déclaration de Calgary, tout en insistant sur la nécessité de poser avec franchise et clarté les termes du débat sur l'avenir du Canada. 